# Inner Brass
Otok Inner Brass je nerazvijeni tropski karipski otok od oko 0,5 km2, smješten 600 metara sjeverno od otoka Saint Thomas na Američkim Djevičanskim otocima. Tu se nalazi odmaralište, zajedno s bijelim pješčanim plažama, tropskim grebenima i helikopterskom platformom. Do njega se dolazi čamcem ili kajakom sa sjeverne obale St. Thomasa.